# نورامينيداز
| exo-α-sialidase                                         | exo-α-sialidase      |
| أرقام التعريف                                           | أرقام التعريف        |
| ------------------------------------------------------- | -------------------- |
| رقم التصنيف الإنزيمي                                    | 3.2.1.18             |
| رقم التسجيل CAS                                         | 9001-67-6            |
| قواعد البيانات                                          |                      |
| قاعدة بيانات الإنزيم                                    | راجع IntEnz          |
| قاعدة بيانات براونشفايغ                                 | راجع BRENDA          |
| إكسباسي                                                 | راجع NiceZyme        |
| موسوعة كيوتو                                            | راجع KEGG            |
| ميتاسيك                                                 | المسار الأيضي        |
| بريام                                                   | ملف التعريف          |
| تركيب بنك بيانات البروتين                               | RCSB PDB PDBe PDBsum |
| الأونتولوجيا الجينية                                    | AmiGO / EGO          |
| بحث ببمد سنترال مقالات ببمد مقالات أن سي بي آي بروتينات |                      |
| بحث                                                     |                      |
| ببمد سنترال                                             | مقالات               |
| ببمد                                                    | مقالات               |
| أن سي بي آي                                             | بروتينات             |
|                                                         |                      |

| بحث         | بحث      |
| ----------- | -------- |
| ببمد سنترال | مقالات   |
| ببمد        | مقالات   |
| أن سي بي آي | بروتينات |
|             |          |

| endo-α-sialidase                                        | endo-α-sialidase     |
| أرقام التعريف                                           | أرقام التعريف        |
| ------------------------------------------------------- | -------------------- |
| رقم التصنيف الإنزيمي                                    | 3.2.1.129            |
| رقم التسجيل CAS                                         | 91195-87-8           |
| قواعد البيانات                                          |                      |
| قاعدة بيانات الإنزيم                                    | راجع IntEnz          |
| قاعدة بيانات براونشفايغ                                 | راجع BRENDA          |
| إكسباسي                                                 | راجع NiceZyme        |
| موسوعة كيوتو                                            | راجع KEGG            |
| ميتاسيك                                                 | المسار الأيضي        |
| بريام                                                   | ملف التعريف          |
| تركيب بنك بيانات البروتين                               | RCSB PDB PDBe PDBsum |
| الأونتولوجيا الجينية                                    | AmiGO / EGO          |
| بحث ببمد سنترال مقالات ببمد مقالات أن سي بي آي بروتينات |                      |
| بحث                                                     |                      |
| ببمد سنترال                                             | مقالات               |
| ببمد                                                    | مقالات               |
| أن سي بي آي                                             | بروتينات             |
|                                                         |                      |

| بحث         | بحث      |
| ----------- | -------- |
| ببمد سنترال | مقالات   |
| ببمد        | مقالات   |
| أن سي بي آي | بروتينات |
|             |          |

نورامينيداز (بالإنجليزية: Neuraminidase)‏ (سياليداز) وتنشق عائلة من الإنزيمات، والأحماض الأمينية اللعابية وتتألف من بروتينات سكرية وهذه المواد قابلة للهضم. تم العُثور على هذه الإنزيمات عادة في الفيروسات والبكتيريا وغيرها من الطفيليات وحيدة الخلية مثل الكلب والفطريات، ولكن توجد أيضًا في الجسيمات الحالة «ليزوزومن» وأغشية الخلايا في الحيوانات والبشر.
هي بروتينات سكرية لا غنى عنها وتسبب أيضًا في المقابل تدهور الأمينية وغشاء "gangliosides " (التي يُعثَر عليها في النصف الخارجي للغشاء الخلية من جميع الفقاريات تقريبًا. ولا سيما أغشية الخلايا العصبية).
وهذا المرض يؤدي إلى زيادة محتوى هذه المواد في الدم والبول.

## الأنماط الفرعية
| sialidase 1 (lysosomal sialidase) ‏ | sialidase 1 (lysosomal sialidase) ‏ |
| المعرفات                           | المعرفات                           |
| ---------------------------------- | ---------------------------------- |
| الرمز                              | NEU1                               |
| أنتريه                             | 4758                               |
| HUGO                               | 7758                               |
| أوميم                              | 608272                             |
| RefSeq                             | NM_000434                          |
| يونيبروت                           | Q99519                             |
| بيانات أخرى                        |                                    |
| رقم التصنيف الإنزيمي               | 3.2.1.18                           |
| الموقع الكروموسومي                 | Chr. 6 p21                         |
| تعديل مصدري - تعديل                |                                    |

| sialidase 2 (cytosolic sialidase) ‏ | sialidase 2 (cytosolic sialidase) ‏ |
| المعرفات                           | المعرفات                           |
| ---------------------------------- | ---------------------------------- |
| الرمز                              | NEU2                               |
| أنتريه                             | 4759                               |
| HUGO                               | 7759                               |
| أوميم                              | 605528                             |
| RefSeq                             | NM_005383                          |
| يونيبروت                           | Q9Y3R4                             |
| بيانات أخرى                        |                                    |
| رقم التصنيف الإنزيمي               | 3.2.1.18                           |
| الموقع الكروموسومي                 | Chr. 2 q37                         |
| تعديل مصدري - تعديل                |                                    |

| sialidase 3 (membrane sialidase) ‏ | sialidase 3 (membrane sialidase) ‏ |
| المعرفات                          | المعرفات                          |
| --------------------------------- | --------------------------------- |
| الرمز                             | NEU3                              |
| أنتريه                            | 10825                             |
| HUGO                              | 7760                              |
| أوميم                             | 604617                            |
| RefSeq                            | NM_006656                         |
| يونيبروت                          | Q9UQ49                            |
| بيانات أخرى                       |                                   |
| رقم التصنيف الإنزيمي              | 3.2.1.18                          |
| الموقع الكروموسومي                | Chr. 11 q13.5                     |
| تعديل مصدري - تعديل               |                                   |

| sialidase 4 ‏         | sialidase 4 ‏ |
| المعرفات             | المعرفات     |
| -------------------- | ------------ |
| الرمز                | NEU4         |
| أنتريه               | 129807       |
| HUGO                 | 21328        |
| أوميم                | 608527       |
| RefSeq               | NM_080741    |
| يونيبروت             | Q8WWR8       |
| بيانات أخرى          |              |
| رقم التصنيف الإنزيمي | 3.2.1.18     |
| الموقع الكروموسومي   | Chr. 2 q37.3 |
| تعديل مصدري - تعديل  |              |